# ルドルフ・バルシャイ
ルドリフ・ボリソヴィチ・バルシャイ（ロシア語: Рудольф Борисович Баршай, ラテン文字転写: Rudól'f Borísovich Barshay, ヘブライ語: (בַּר-שַׁי) רודולף  בוריסוביץ' ברשאי‎‎
, 1924年9月28日 – 2010年11月2日）は、ロシアのクラスノダル近郊ラビンスク出身でスイスに在住していた指揮者。

## 人物
1924年生まれ。サンクトペテルブルク音楽院付属の音楽学校でヴァイオリンとヴィオラを学び、1943年にモスクワ音楽院へ入学してヴァイオリンをツァイトン、ヴィオラをボリソフスキーに師事した。1948年にヴィオラで卒業。同期の卒業者にスヴャトスラフ・リヒテル、ダヴィッド・オイストラフ、レオニード・コーガン、ユーディ・メニューインがいる。
当初はヴィオラ奏者として活動した。1945年から1953年にはモスクワ音楽院弦楽四重奏団（現ボロディン弦楽四重奏団）、ほぼ並行して1948年から1956年にはチャイコフスキー弦楽四重奏団でヴィオラ奏者を務めた。1949年にはブダペストで開催された世界青年学生フェスティバルで最高名誉賞を受賞している。
指揮者としてのスタートは1955年。モスクワ室内管弦楽団を創設して指揮者に就任した。ソ連内でも積極的な活動を行い、ソ連の作曲家の多くの作品を初演している。また、1969年には師ショスタコーヴィチの交響曲第14番の初演指揮を行い、また弦楽四重奏曲第8番を「室内交響曲」として編曲している。以後も何曲か編曲している。
1976年にイスラエルへ亡命した。数々のオーケストラの指揮者、音楽監督を務めた。1991年にはナチス・ドイツによるソ連侵攻50年記念日に、ドイツの若手演奏家（ユンゲ・ドイッチュ・フィルハーモニー管弦楽団）とモスクワ・フィルハーモニー管弦楽団のメンバーで構成された臨時オーケストラの指揮をしている。1993年4月、亡命以来久しぶりにロシアへ帰り、ロシア・ナショナル管弦楽団とベートーヴェンの『ミサ・ソレムニス』（サンクトペテルブルクで初演されている）を、モスクワ放送交響楽団とマーラーの交響曲第9番を演奏した。さらに2000年にかけてケルンWDR交響楽団を指揮してショスタコーヴィチの全交響曲を録音している。
初来日したのは1966年、以後たびたび来日している。2004年12月には急病のシャルル・デュトワの代役でNHK交響楽団定期演奏会を振っている（偶然、直前の名古屋フィルハーモニー交響楽団の演奏会に客演しており、本来デュトワが指揮する予定だった曲目がバルシャイが得意とする室内管弦楽主体のものだった（協奏曲「ダンバートン・オークス」など）ための人選だったようである）。
晩年は、マーラーの交響曲第10番を補筆完成、ユンゲ・ドイチェ・フィルを指揮して録音するほか、ショスタコーヴィチやボロディンの弦楽四重奏曲を弦楽合奏に編曲など、健在ぶりを示していたが、1年ほどの闘病生活の末、2010年11月2日にスイスのバーゼルにて死去した
。86歳没。病床にあってもバッハの『フーガの技法』の編曲作業を行うなど、音楽活動を続けていたといわれる。

## 歴任したオーケストラ
- イスラエル室内管弦楽団
- ボーンマス交響楽団（首席指揮者）（1983年 - 1989年）
- フランス国立管弦楽団（首席客演指揮者）（1987年 - 1989年）
- バンクーバー交響楽団（音楽監督）（1985年 - 1989年）

## 脚註
1. ↑  Умер альтист и дирижер Рудольф Баршай Lenta 2010-11-3
2. ↑  死去の記事(ニューヨーク・タイムズ)